# Merőce
Merőce (1898-ig Merasicz, szlovákul Merašice) község Szlovákiában, a Nagyszombati kerületben, a Galgóci járásban.

## Fekvése
Galgóctól 13 km-re északkeletre fekszik.

## Története
1390-ben "Mereche" néven említik. A 18. században két önálló település: Alsó- és Felsőmerőce állt a mai Merőce helyén.
Vályi András szerint "MERASICZ. Alsó, és Felső Merasicz. Két tót falu Nyitra Várm. Alsónak földes Ura Szerdahelyi, Felsőnek pedig G. Traun Uraság, lakosaik katolikusok, fekszenek N. Boldoghoz 1 mértföldnyire, földgyeik közép termékenységűek, szőleik tsekélyek, fájok nints, réttyeik meg lehetősek."
Fényes Elek szerint "Merasicz (Alsó és Felső), 2 tót falu, Nyitra vmegyében, az első 65 kath., 4 zsidó lak. Kath. paroch. templommal, a másik 84 kath. lak. F. u. többen. Ut. p. Nagy-Ripény."
A trianoni békeszerződésig Nyitra vármegye Galgóci járásához tartozott. 1909-1956 között Káp tartozott hozzá.

## Népessége
| Év:            | 1994. | 2004.   | 2014.    | 2024.   |
| -------------- | ----- | ------- | -------- | ------- |
| Emberek száma: | 362   | 387     | 445      | 447     |
| Eltérés:       |       | +6,90 % | +14,98 % | +0,44 % |

| Év:            | 2023. | 2024.   |
| -------------- | ----- | ------- |
| Emberek száma: | 438   | 447     |
| Eltérés:       |       | +2,05 % |

1880-ban Alsómerőce 124 lakosából 2 magyar, 18 német és 98 szlovák anyanyelvű, ebből 100 római katolikus, 20 izraelita és 4 evangélikus vallású, Felsőmerőce 94 lakosából 22 német, 69 szlovák anyanyelvű, ebből 90 római katolikus és 4 izraelita vallású volt.
1890-ben 248 lakosából 2 magyar és 199 szlovák anyanyelvű volt.
1900-ban 313 lakosából 2 magyar és 262 szlovák anyanyelvű volt.
1910-ben 585 lakosából 41 magyar és 502 szlovák anyanyelvű volt.
1921-ben 609 lakosából 7 magyar és 558 csehszlovák volt.
1930-ban 669 lakosából 5 magyar, 8 német, 19 zsidó, 635 csehszlovák és 2 állampolgárság nélküli volt. Ebből 644 római katolikus, 20 izraelita és 5 evangélikus vallású volt.
1970-ben 475 lakosából 471 szlovák volt.
1980-ban 404 lakosából 401 szlovák volt.
1991-ben 367 lakosából 366 szlovák és 1 egyéb nemzetiségű volt. 
2001-ben 386 lakosából 1 magyar és 383 szlovák volt.
2011-ben 424 lakosából 1-1 magyar, lengyel és cseh, 414 szlovák és 7 ismeretlen nemzetiségű, ebből 373 római katolikus, 10 evangélikus, 26 ismeretlen vallású és 14 nem vallásos volt.

## Neves személyek
- Itt született 1917-ben Ľudovít Varga festőművész, antifasiszta harcos és mártír

## Nevezetességei

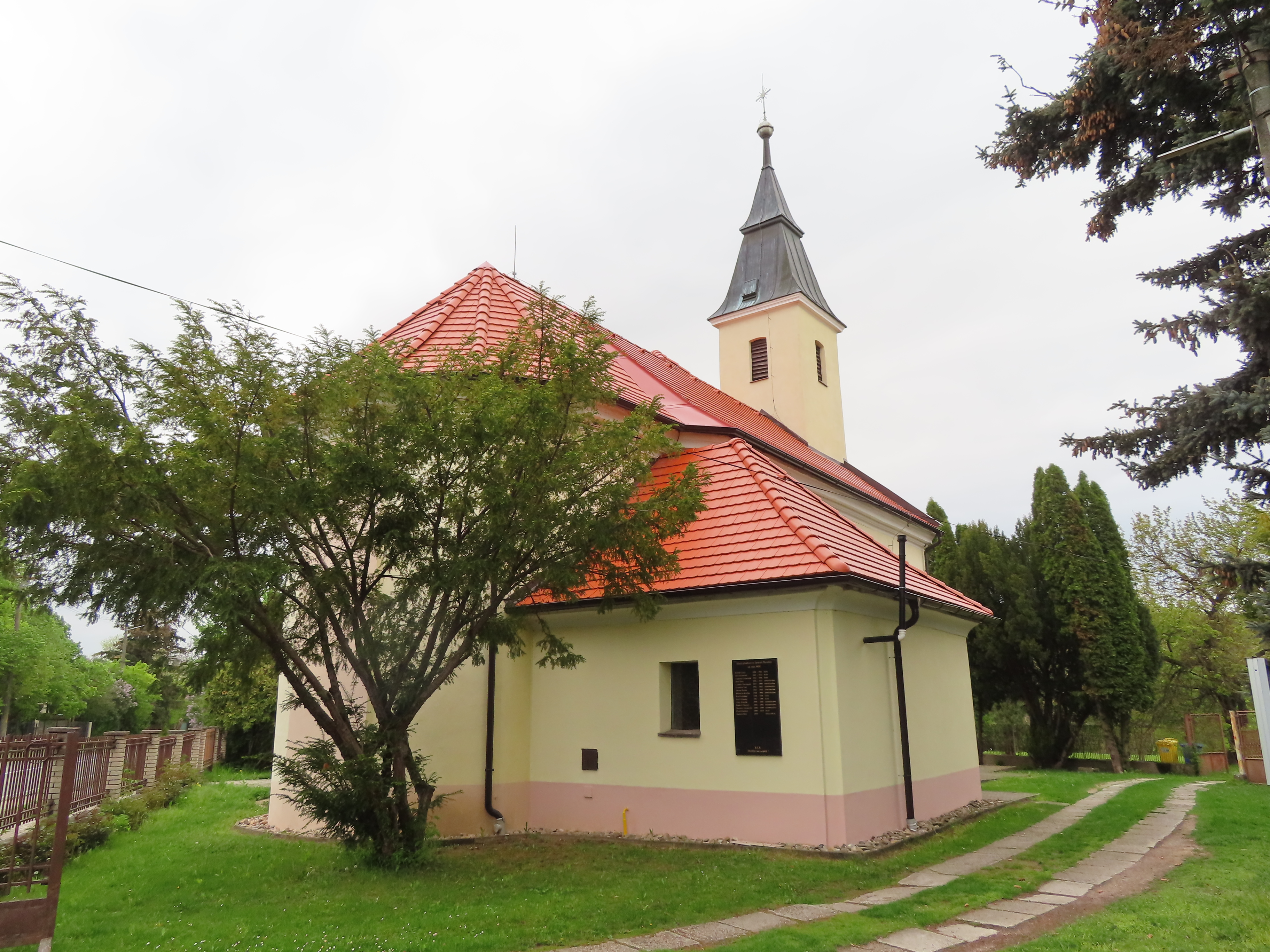
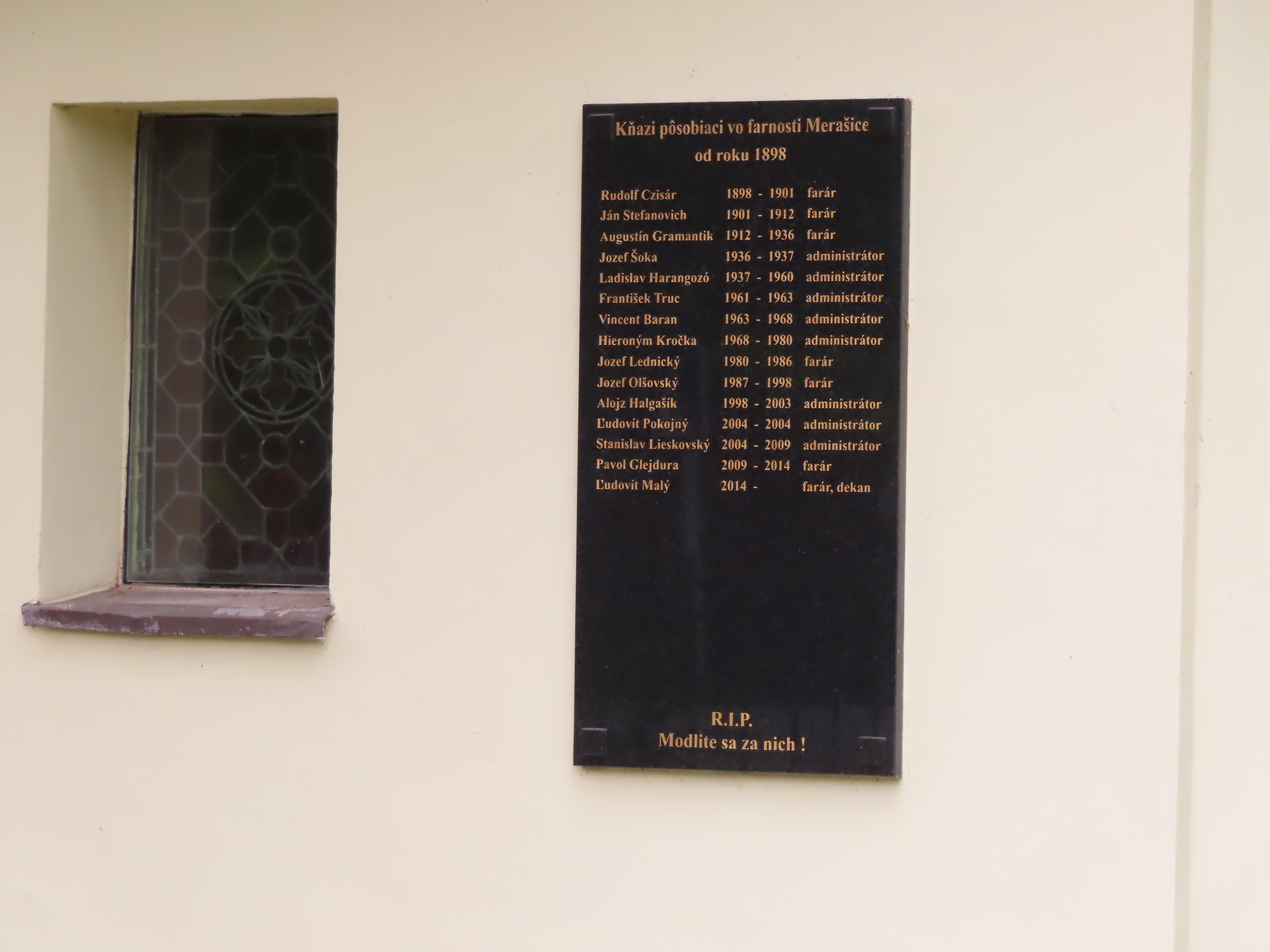
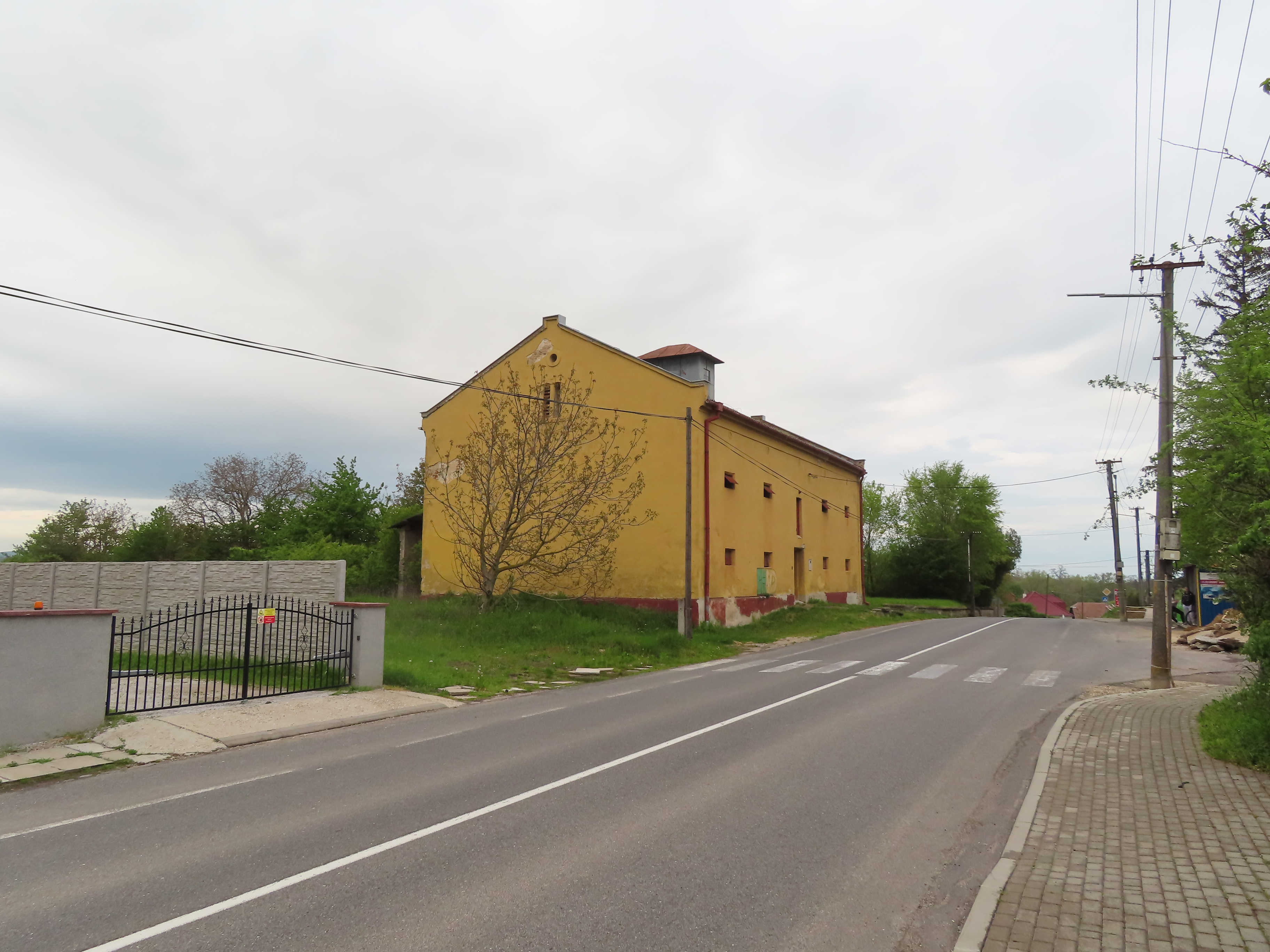
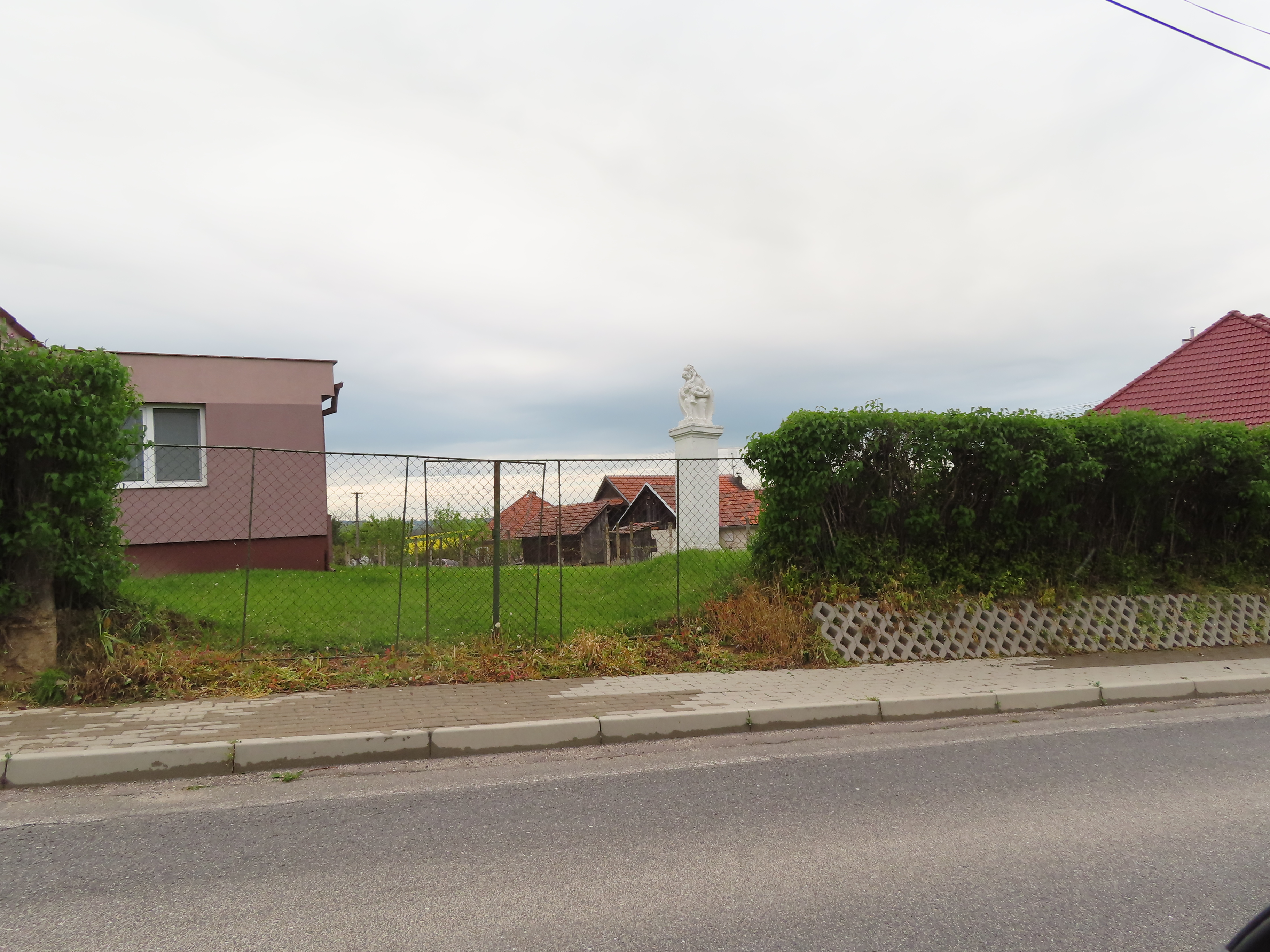
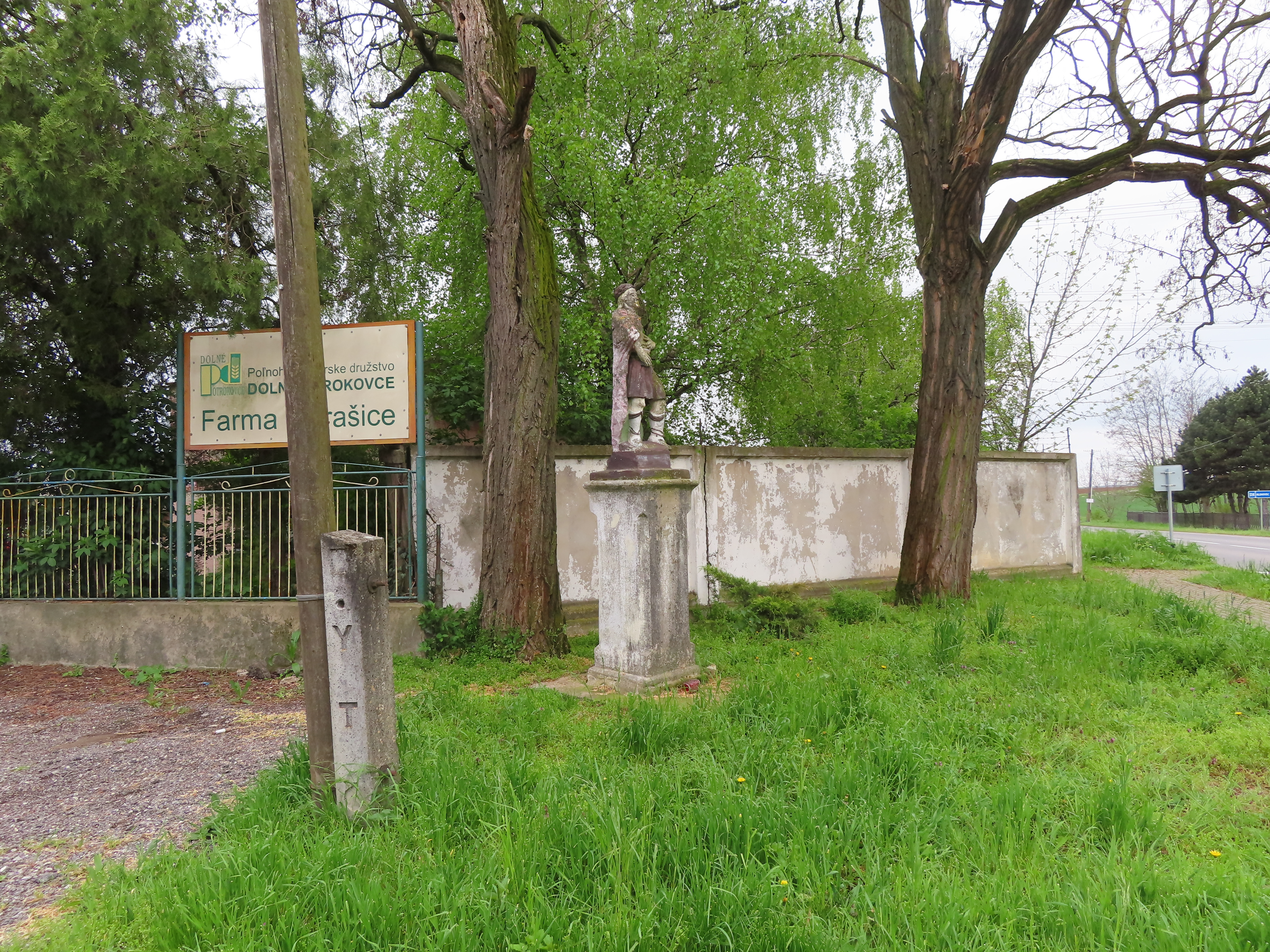
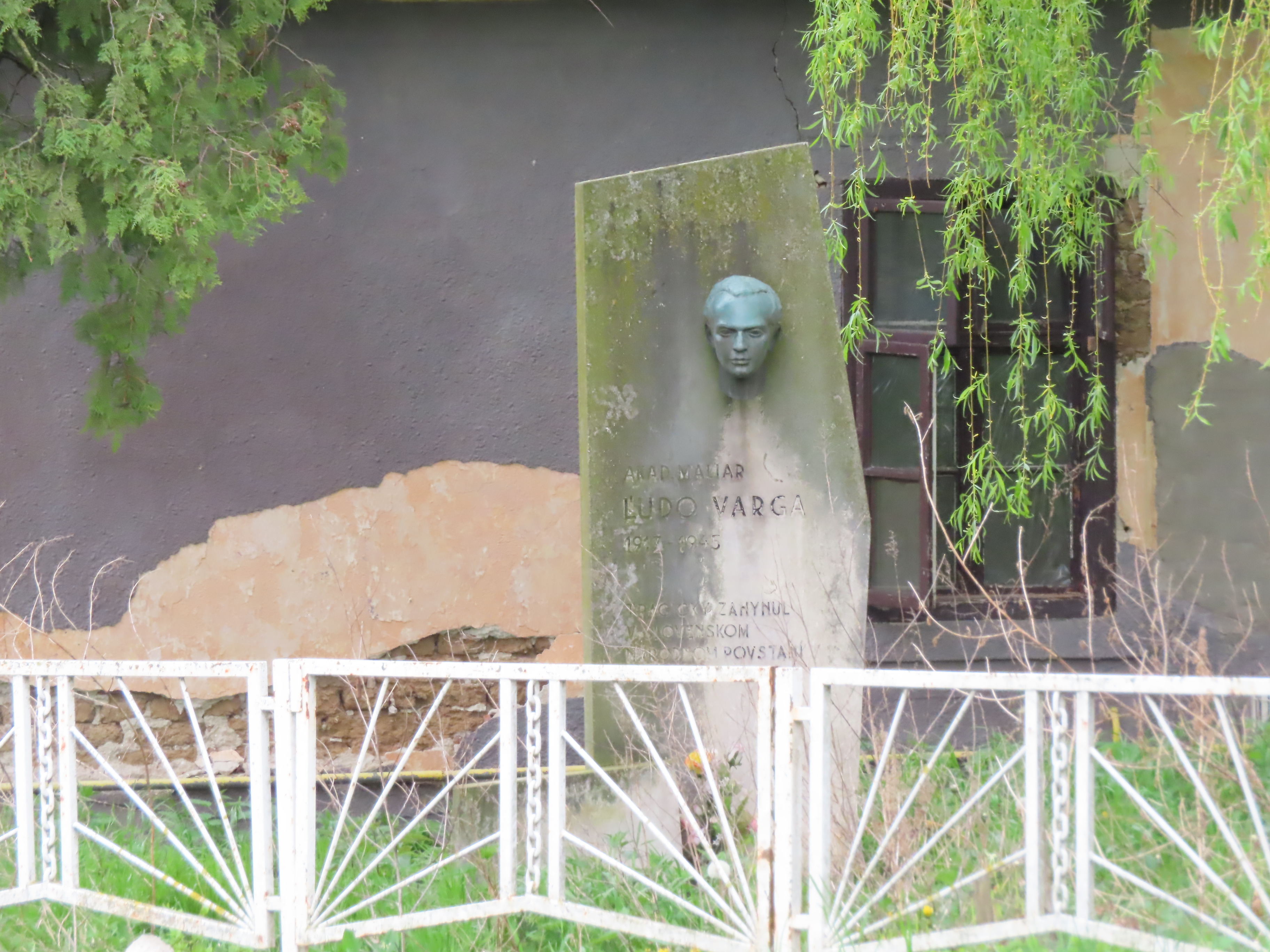

## Külső hivatkozások
- Hivatalos oldal
- Községinfó
- Merőce Szlovákia térképén
- Travelatlas.sk
- E-obce.sk Archiválva 2015. szeptember 23-i dátummal a Wayback Machine-ben